# Seznam mehiških pisateljev
Seznam mehiških pisateljev.

## A
- Lucas Alamán
- Ignacio Manuel Altamirano
- Dr. Atl
- Max Aub
- Mariano Azuela

## C
- José Luis Cuevas

## F
- Carlos Fuentes

## G
- Ricardo Garibay

## L
- José López Portillo
- Brenda Lozano

## M
- Carlos Monsiváis
- José Morella

## N
- Guadalupe Nettel

## O
- Justo Sierra O'Reilly

## P
- Carlos Pascual
- Fernando del Paso
- Octavio Paz
- Carlos Pellicer
- Guillermo Prieto

## R
- Alfonso Reyes
- Juan Rulfo
- Alberto Ruy Sánchez

## S
- Justo Sierra

## T
- Bruno Traven

## V
- Fernando Vallejo
- José Vasconcelos Calderón (1882 – 1959)